# 克图格亚
克图格亚（英語：Cthugha）是美国小说家奥古斯特·威廉·德雷斯所创造的克苏鲁神话中的一个邪恶存在，最早出现在其1944年的短篇小说《黑暗住民》（The Dweller in Darkness）中。
克图格亚的别名又叫“燃燒者（The Burning One）”或“居于火焰者”，在奥古斯特·威廉·德雷斯为克苏鲁神话构建的体系中，克图格亚是旧日支配者之一，象征“火”的存在，是象征“地”的存在的那些旧日支配者和异界诸神们、尤其是奈亚拉托提普的死敌。其形象为一巨大、高热的火球或电浆块。炎之精（Fire vampires）是它的眷族。它至少有一个为人所知的后裔，就是同为旧日支配者的亚弗姆·扎。
克图格亚的本体被旧神禁闭在恒星北落师门（Fomalhaut）内部，這個星體曾在洛夫克拉夫特的作品中出現。当夜晚北落师门星升到树梢的时候，连续呼喊三遍咒语“Ph'nglui mgfw'nafh Cthugha Fomalhaut n'gha-ghaa naf'l thagn! Ia! Cthugha!”就可以召唤克图格亚在这个世界上现身，这对召唤者而言是极其危险的，因为克图格亚出现的地方会立即发生强烈爆炸，化作一片火海；在奥古斯特·威廉·德雷斯的短篇小说《黑暗住民》（The Dweller in Darkness）中，主角就是用这种方法召唤克图格亚以对抗奈亚拉托提普的化身（Avatar），并将奈亚拉托提普所藏身的恩盖伊森林完全炸平。不过，那次他们召唤出来的也可能是尤玛恩托（Yomagn'tho）。